# Summer in Nagasaki
Summer in Nagasaki is een studioalbum van Tangerine Dream. Het is het tweede album in de serie Atomic Seasons van die band. Het album is opgenomen in de Eastgate geluidsstudio in Wenen. In tegenstelling tot het eerste album bestaat Tangerine Dream hier alleen uit Edgar Froese.

## Musici
- Edgar Froese – synthesizers, elektronica

## Muziek
| Nr. | Titel                       | Duur  |
| --- | --------------------------- | ----- |
| 1.  | Climbing Mount Inasa        | 10:56 |
| 2.  | In the cherry blossom hills | 5;15  |
| 3.  | Mystery of life and death   | 13:32 |
| 4.  | Dreaming of a Kyoto train   | 7:00  |
| 5.  | Ayumi’s butterflies         | 4:59  |
| 6.  | Presentment                 | 4:05  |
| 7.  | 11:02 a.m.                  | 10:51 |

Het levensverhaal van meneer H.T. 

CD1= Springtime in Nagasaki ·
CD2= Summer in Nagasaki ·
CD3= Autumn in Hiroshima ·
CD4= Winter in Hiroshima ·
CD5= The endless season